# Combat du bois de Rougé
Chouannerie
Le combat du bois de Rougé se déroula lors de la Chouannerie. 

## La bataille
Après la prise des mines de Montrelais par les chouans, les républicains envoient une colonne commandée par l’adjudant-général Decaen à leur poursuite. Les chouans se sont réfugiés au bois de Rougé d’où ils envoient de petits détachements dans les environs pour se procurer des vivres. Ils remettent également en liberté les soldats républicains capturés à Montrelais, cependant ces derniers rencontrent la colonne de Decaen et lui indiquent la position des rebelles.
Grâce à ces renseignements, Decaen attaque les chouans par surprise aux bois de Rougé le 14 juin à 3 heures du matin, ceux-ci s’enfuient laissant plusieurs blessés que les soldats républicains achèvent. Selon Decaen, les pertes des chouans sont de 60 morts et on relève entre autres 80 fusils et une bannière représentant Saint-Martin.